# The Present (2020)
The Present (arabisch الهدية, DMG al-Hadiyya, englisch The Gift) ist ein Kurzfilm aus dem Jahr 2020, der von Farah Nabulsi gedreht wurde. Der palästinensische Film spielt in den Autonomiegebieten im Westjordanland zwischen Baituniya und Bethlehem.

## Handlung
Yusuf Khalidi überquert nach einem Arbeitstag den Checkpoint 300 nahe Bethlehem am frühen Morgen. Nach dem kurzen Schlaf wird er von seiner Frau Noor geweckt. Sie haben Jahrestag und er möchte ihr ein besonderes Geschenk überreichen. Dazu nimmt er seine Tochter Yasmin mit. Die beiden wollen in das 20 Kilometer entfernte Baituniya. Bereits auf der Hinreise kommt es zu Problemen. Da sich Yusuf nicht ausweisen kann, wird er am Grenzposten von israelischen Soldaten festgehalten. Er muss warten, bis seine Frau seinen Pass bringt. Als er endlich weiter kann, muss er feststellen, das seine Tochter eingenässt hat, weil es ihr nicht möglich war, am Grenzposten auf die Toilette zu gehen.
Die beiden reisen per Bus weiter und der Vater kauft ihr in Baituniya neue Kleider. Anschließend kaufen sie Lebensmittel. Yusuf versucht auch noch Schmerzmittel gegen seine Rückenschmerzen zu kaufen, doch die Apotheke hat geschlossen. Anschließend gehen sie das Geschenk kaufen: einen neuen Kühlschrank. Die Lieferung soll per Transporter erfolgen, doch der einzige Grenzposten für Autos ist geschlossen.
Yusuf überredet den Verkäufer ihm seinen Sackkarren zu überlassen. Diesen schiebt er zum Grenzposten. Dort muss er den Kühlschrank öffnen und seine Einkäufe vorzeigen. Als die Israelis die eingenässte Hose seiner Tochter finden, beschimpfen sie ihn, lassen ihn aber gehen. Doch der Kühlschrank passt nicht durch die enge Tür. Er versucht die Soldaten zu überreden, ihn durch den anderen Eingang zu lassen, doch der diensthabende Offizier lässt dies nicht zu. Yusuf wird wütend und randaliert, worauf die Soldaten ihre Waffen erheben und ihn bedrohen. Als die Situation zu eskalieren droht, sieht man seine Tochter mit dem Kühlschrank die verbotene Tür benutzen und die beiden können nach Hause zurückkehren.

## Produktion
Der Film wurde von Farah Nabulsi, die ihr Regiedebüt gab, innerhalb von sechs Tagen an Originalschauplätzen im Westjordanland gedreht. Die Eröffnungsszene am Checkpoint 300 wurde per Guerrilla-Filmmaking ohne Genehmigung während eines normalen Arbeitstages gedreht, als mehr als 300 Palästinenser den Grenzposten passieren wollten. Um die Szene zu drehen, verwendete sie ein kleines Team, um nicht die Aufmerksamkeit des Grenzpostens zu erregen.
Am Drehbuch beteiligt war der palästinensische Dichter und Filmemacher Hind Shoufani.

## Veröffentlichung und Auszeichnungen
Der Film wurde erstmals beim Festival du Court-Métrage de Clermont-Ferrand gezeigt und gewann dort den Zuschauerpreis. Im März 2021 wurde er in einigen Ländern auf Netflix gezeigt.
Weitere Preise erhielt er beim Cleveland International Film Festival, dem Brooklyn Film Festival und dem Palm Springs International ShortFest.
Er wurde bei der Oscarverleihung 2021 als Bester Kurzfilm nominiert und gewann den BAFTA Award in der Kategorie Bester Kurzfilm. Farah Nabulsi widmete den Award anschließend dem „Palästinensischen Volk“.